# Sudek
Sudek är en bergstopp i Kenya.   Den ligger i länet Bungoma, i den västra delen av landet, 400 km nordväst om huvudstaden Nairobi. Toppen på Sudek är 4 265 meter över havet, eller 57 meter över den omgivande terrängen. Bredden vid basen är 0,54 km.
Terrängen runt Sudek är huvudsakligen kuperad, men åt nordost är den bergig. Runt Sudek är det glesbefolkat, med 20 invånare per kvadratkilometer. Närmaste större samhälle är Laboot, 11,9 km söder om Sudek. Trakten runt Sudek består i huvudsak av gräsmarker.